# Advanced Access Content System
El Sistema de Contenido de Acceso Avanzado (AACS por sus siglas en inglés) es un estándar para distribución de contenido y gestión de derechos digitales, destinado para permitir acceso restringido y proteger contra copia a la próxima generación de discos ópticos y DVD. La especificación fue lanzada públicamente en abril de 2005 y el estándar ha sido adoptado como el esquema de restricción de acceso para HD DVD y Blu-ray. En el grupo que llevó a cabo su desarrollo están Disney, Intel, Microsoft, Matsushita (Panasonic), Warner Brothers, IBM, Toshiba y Sony. 
Desde su aparición en dispositivos en 2006, se han realizado varios ataques con éxito al formato. El primer ataque conocido dependía del problema del cliente de confianza y el descifrado de claves para un volumen que se podían extraer de un reproductor débilmente protegido (WinDVD). Un ataque más reciente y todavía sin confirmar dice haber descifrado una de las claves requeridas en los propios discos.

## Visión general del sistema
AACS utiliza la criptografía para controlar la utilización de medios digitales. El contenido protegido por AACS está cifrado bajo una o más claves de título utilizando el algoritmo AES. Las claves de título se obtienen de una combinación de una clave de medio y varios elementos, como el ID del volumen del medio (p.ej., un número de serie físico embebido en un DVD) y una función hash criptográfica de las normas de uso del título.
La diferencia principal entre AACS y los primeros sistemas de gestión de contenido como el CSS es la manera en que se distribuyen las claves de descifrado de título específicas. Bajo el CSS, todos los reproductores de un modelo dado están provistos con la misma clave de descifrado compartida. El contenido está cifrado bajo la clave de título específico, que está cifrada en sí misma bajo cada clave del modelo.
En CSS, cada volumen contiene una colección de varios cientos de claves cifradas, una por cada modelo de reproductor licenciado. En principio, esta alternativa permite a los licenciadores "revocar" un modelo de reproductor determinado (previniéndoles de reproducir contenido futuro) omitiendo la clave de cifrado correspondiente a ese modelo. En la práctica, sin embargo, revocar todos los reproductores de un modelo particular es costoso, ya que causa que muchos usuarios pierdan capacidad de reproducción. Además, la inclusión de claves compartidas a través de muchos reproductores hace que los riesgos de conocer las claves sean significativamente mayores, como fue demostrado por varios acuerdos a mediados de los años 1990
La alternativa del AACS suministra a cada reproductor individual un único conjunto de claves de descifrado que son usadas en esquemas de cifrado de emisión. Esta alternativa permite a los licenciadores revocar reproductores individuales, o más específicamente, las claves de descifrado asociadas con el reproductor. Así, si las claves de un reproductor dado se publican por un atacante, la autoridad de licencias de AACS puede simplemente revocar estas claves en el contenido futuro, haciendo las claves/reproductor inútil para descifrar los nuevos títulos. Sin embargo, si el atacante no publica las claves del reproductor comprometidas, la autoridad de licencias de AACS no sabe qué clave está comprometida y no la puede revocar. Un atacante puede utilizar su clave del reproductor para obtener claves de título de numerosas películas y publicar las claves de título o las películas descifradas sin riesgo de revocación de su clave de reproductor.

## Seguridad de AACS

### Preocupación de los expertos
El proyecto fue elegido como una de las tecnologías con más probabilidades de fallo por los lectores de la revista IEEE Spectrum en el número de enero de 2005 . Las preocupaciones sobre la propuesta como su similitud con los sistemas pasados que fallaron, como el Content Scrambling System (CSS) y la incapacidad para preservar la seguridad contra los ataques que compromete a un gran número de reproductores. Jon Lech Johansen ("DVD Jon"), que defendía el sistema original DVD CSS, esperaba que el AACS fuese craqueado para el invierno de 2006/2007 .
Al final de 2006, el experto en seguridad Peter Gutmann realizó Un Análisis de Costes de la Protección de Contenidos de Windows Vista Archivado el 10 de enero de 2007 en Wayback Machine., un artículo técnico criticando la implementación del AACS en Windows Vista. 
Proporcionando esta protección se incurre en costes considerables en términos de rendimiento, estabilidad, sobrecarga de soporte técnico y costes de hardware y software. Estos temas no sólo afectan a los usuarios de Vista sino a la industria del PC entera, ya que los efectos de las medidas de protección se extienden para cubrir todo el hardware y software que esté en contacto con Vista, incluso si no está utilizado directamente con Vista (por ejemplo hardware en Macintosh o en un servidor Linux).

### Pasos iniciales
En julio de 2006, se tomaron los primeros pasos para permitir las copias con cifrado total de películas con AACS . Mientras se ha tomado mucho cuidado con AACS para asegurar que los contenidos están cifrados de un extremo a otro para el dispositivo de visualización, se descubrió que una copia perfecta de cualquier frame de una película se podía capturar de ciertos reproductores de Blu-ray y HD DVD simplemente utilizando la función Print Screen del sistema operativo Windows. Se hipotetizaba que este enfoque se podría automatizar para permitir una copia perfecta de una película completa, de la misma manera que las películas de DVD se copiaban antes de la llegada del DeCSS, pero hasta la fecha no se ha descubierto ninguna copia y este hallazgo ha sido cerrado en siguientes versiones de software.
Tales enfoques no constituyen compromisos del cifrado del AACS en sí mismo, dependiendo a su vez de un programa oficialmente licenciado para realizar el descifrado. Como tal, la salida de datos no estará en el formato del vídeo comprimido del disco, sino más bien como vídeo descomprimido.

### La proeza de Muslix64 y el BackupHDDVD / BackupBluRay
El 26 de diciembre de 2006 una persona utilizando el alias "muslix64" publicó una utilidad llamada BackupHDDVD y su código fuente para un descifrador activo de AACS en el foro doom9.org. El programa no es un pirateo por sí mismo. Más bien es una herramienta que se puede utilizar para descifrar el contenido protegido de AACS una vez que se conoce la clave de cifrado. Como tal, no es una sorpresa o indicación de vulnerabilidad que tal programa es posible y se puede ver como una mera implementación del estándar públicamente disponible AACS Guide Archivado el 9 de febrero de 2007 en Wayback Machine.. Sin embargo, Muslix64 dice haber encontrado las claves de título en la memoria principal mientras se reproducen discos HD DVD utilizando un reproductor software y que las encuentra sin dificultad. Los detalles de cómo hacer esto se revelaron posteriormente.
El 2 de enero de 2007 "muslix64" publicó una nueva versión de su programa, con soporte para claves de volumen. 
En Cyberlink, los desarrolladores del PowerDVD mantienen que su software no ha sido utilizado como parte de la explotación.  Archivado el 16 de junio de 2007 en Wayback Machine. Sin embargo, se ha reivindicado que su clave es utilizada por AnyDVD  y después el usuario "jx6bpm" en los foros de doom9.org reveló que la clave del PowerDVD Cyberlink era 4737676058d7029452514f0ab186dc4cca8c578f.
La reivindicación del ataque (la extracción de las claves de cifrado de un reproductor software) destacando la debilidad inherente de los reproductores de películas software para la plataforma PC. La utilización del cifrado no ofrece una protección real en este escenario ya que el reproductor software tiene que tener la clave de cifrado disponible en algún lugar en la memoria y no hay ninguna manera de protegerse contra un determinado hacker extrayendo la clave de cifrado (si algo más falla, el usuario podría ejecutar el programa en una máquina virtual permitiendo congelar el programa e inspeccionando todas las direcciones de memoria sin el conocimiento del programa). Para evitar tales ataques se necesitarían cambios en la plataforma PC (ver Trusted Computing) o que el contenido de los distribuidores no permitiera que su contenido sea reproducido en PC de ninguna manera (no proporcionando a las compañías de reproductores software las claves de cifrado necesarias). Alternativamente, se podrían utilizar el mecanismo de revocación del sistema AACS para revocar un reproductor software específico después de que se conozca haber comprometido el sistema. En ese caso, los reproductores comprometidos podrían seguir utilizándose para piratear películas antiguas, pero no los nuevos lanzamientos ya que serían lanzadas sin las claves de cifrado para los reproductores comprometidos haciendo que los hackers tengan que piratear otros reproductores. La última alternativa no es una opción deseable, porque como consecuencia usuarios legítimos de reproductores comprometidos estarían forzados a actualizar o reemplazar sus reproductores para ver las nuevas películas.
El 13 de enero de 2007 "LordSloth" en Doom9 descubrió como grabar las claves de licencia de volumen de la memoria del WinDVD. Con este descubrimiento, llegó a ser posible hacer un backup de HD DVD. Después de ese día, apareció el primer HD DVD pirateado, Serenity, fue subida a un tracker de torrent privado. Esto marcó el comienzo de la piratería de HD DVD.
El 20 de enero de 2007 "muslix64" publicó la versión alfa de BackupBluRay.

### Publicación de las Claves de Volumen
Además, el 15 de enero de 2007 un sitio web publicó en HDKeys.com una base de datos completa conteniendo todas las claves de volumen HD DVD conocidas y una versión modificada del software BackupHDDVD que permitía la recepción en línea de claves.
El 26 de enero de 2007 la BBC dijo "El AACS group ha admitido que un hacker [muslix64] había conseguido descifrar algunos discos y otra gente ahora podía hacer copias de ciertos títulos". En una entrevista reciente muslix64 dijo que la razón por la que había hackeado el sistema AACS fue porque se enfadó cuando un HD DVD que había comprado no se reproducía en su monitor porque no tenía el conector adecuado. Dijo "No siendo posible reproducir una película por la que he pagado porque algún ejecutivo de Hollywood decidió que no puedo, me volvió loco". Muslix64 también dijo "Soy sólo un cliente enfadado. Mis esfuerzos se pueden llamar 'fair use'".

### AnyDVD HD
SlySoft lanzó AnyDVD HD que permite a los usuarios ver películas HD DVD (y Blu-Ray en las actuales versiones beta) en hardware no conformes con HDCP. Las películas se pueden descifrar al vuelo directamente del HD DVD o se pueden copiar a disco duro. AnyDVD HD también elimina automáticamente cualquier logo y tráiler indeseado. Se dice que AnyDVD HD utiliza varios mecanismos diferentes para deshabilitar el cifrado y es independiente de la obtención de claves comprometidas. También se ha dicho que AACS tiene incluso más defectos en su implementación que CSS, haciéndole altamente vulnerable, pero no lanzarán detalles por razones obvias.  Archivado el 27 de septiembre de 2007 en Wayback Machine. Los usuarios en reclaman que el programa hace uso del certificado de cliente de la versión 6.5 de PowerDVD, pero SlySoft ha confirmado Archivado el 27 de septiembre de 2007 en Wayback Machine. que el programa no estaría afectado por el sistema de revocación de AACS.

### Procesamiento de la recuperación de claves y la contribución de Arnezami
Una persona conocida como Arnezami en el foro de doom9 publicó una clave de procesamiento para AACS el 11 de febrero de 2007. Esta clave es apropiada para descifrar cualquier disco HD DVD o BluRay publicado hasta la fecha. Con la ayuda de esta clave es posible generar un VUK (Volume Unique Key, en español: Clave Única de Volumen) para cualquier disco. Sin embargo, se requiere el conocimiento del ID del volumen para cada publicación particular.
La estructura del ID del volumen tiene cuatro campos, un byte que designa el tipo de medio (siempre igual a 0x40), un byte reservado (siempre cero), un array de 12 bytes (llamado "número único" asignado por el editor) y dos bytes reservado (también cero).
Hasta el momento las IDs conocidas pueden ser averiguadas por fuerza bruta. Arnezami descubrió que la parte "única" de la ID actualmente disponible en las versiones no está generada aleatoriamente como se anticipó originalmente. Los valores actuales para la parte "única" del ID de Volumen (el "número único" en esta estructura tiene una longitud de 12 bytes) puede ser la fecha/hora de la versión, parte del título de la película en texto plano (p.ej. "SERENITY ") etc.
Merece la pena tener en cuenta que Arnezami usó una técnica diferente a la empleada por muslix64. En vez de analizar las lagunas de memoria, analizó los logs mediante un sniffer USB, descubriendo efectivamente otro defecto mayor en la implementación actual del AACS (enviando el ID del volumen descifrado desde un lector HD DVD sobre un canal desprotegido a un reproductor software).
Aunque Arnezami dio un gran paso, todavía se tiene que implementar una solución completamente automatizada para descifrar HD DVD/BluRay mediante este enfoque. Los editores pueden introducir IDs de Volumen generadas aleatoriamente en futuras versiones (la fuerza bruta con claves de 12 bytes es prácticamente imposible en los sistemas actuales). Sin embargo, debido a la estructura específica del ID del volumen es factible hacer una búsqueda automatizada de tales estructuras en la memoria del reproductor software (incluso si hay muchos -posiblemente miles- de candidatos, es fácil encontrar el VUK mediante fuerza bruta).
Extraordinariamente, Arnezami no desensambló, incluso ni depuró el código del reproductor software. Los IDs de Volumen fueron interceptados sólo con un sniffer USB y la clave de procesamiento se encontró en una laguna de memoria detectada en el momento adecuado (después de la generación del VUK, el reproductor software se descubrió que borraba la clave de procesamiento de la memoria RAM). Este pirateo se realizó utilizando WinDVD y un HD DVD de XBox 360, conectado a un Mac utilizando la conexión USB existente.

### Contratos legales
El sitio web de AACS dice que el texto para los contratos legales de las licencias de AACS se reemplazará por los contratos interinos el 31 de enero de 2007. Esto se aplicará al Contrato de Aceptación, al Contrato de Participación de Contenidos, al Contrato del Proveedor de Contenidos y al Contrato de Distribución.
"Por favor fíjese en que, anticipándose a la disponibilidad del Contrato de Participante en el Contenido Final de AACS, el Contrato de Participante de Contenidos Interino de AACE no estará disponible para descargar o ejecutar después del 31 de enero de 2007 y el AACS LA no aceptará la presentación de este documento después de esa fecha. Gracias por comprender que AACS LA progresa hacia ofrecer el contrato de licencia final.

### Productos hardware
AACS está implementado en el dispositivo Plextor's PX-B900A (enlace roto disponible en Internet Archive; véase el historial, la primera versión y la última).. Acompañando al dispositivo también está esta noticia. No está claro si los programas de Plextor o WinDVD/Ulead (incluidos en el dispositivo) se están iniciando y tal vez beneficiándose de esta carga o si es necesario que tengan licencia AACS. Se discute que es muy inapropiado que después de comprar un componente hardware de más de $900, que en el futuro se necesite comprar una clave para reproducir nuevas películas Blu-ray. Esta restricción en el uso no está indicada en el exterior de la caja y se tiene que abrir para descubrirlo.